# Interlands Kazachs voetbalelftal 1992-1999
Deze pagina toont een chronologisch en gedetailleerd overzicht van de interlands die het Kazachs voetbalelftal speelde in de periode 1992 – 1999, vlak nadat het land onafhankelijk werd van de Sovjet-Unie.

## Interlands

### 1992
|                                                 |                         |       |              |                                                                                          |
| 1 juni Centraal-Azië Cup № 1 «onderlinge duels» | Kazachstan              | 1 – 0 | Turkmenistan | Centraalstadion, Almaty Toeschouwers: 2.500 Scheidsrechter: Binaretdin Sultanbayev (KGZ) |
| 1 juni Centraal-Azië Cup № 1 «onderlinge duels» | Vladimir Niederhaus 85' |       |              | Centraalstadion, Almaty Toeschouwers: 2.500 Scheidsrechter: Binaretdin Sultanbayev (KGZ) |

|                                                 |       |                        |            |                                                                                   |
| 3 juli Vriendschappelijk № 2 «onderlinge duels» | Libië | 0 – 1                  | Kazachstan | 1 mei-stadion, Pyongyang Toeschouwers: 1.000 Scheidsrechter: Kim Young Chol (PRK) |
| 3 juli Vriendschappelijk № 2 «onderlinge duels» |       | 78' Bahtiyar Bayseitov |            | 1 mei-stadion, Pyongyang Toeschouwers: 1.000 Scheidsrechter: Kim Young Chol (PRK) |

|                                                  |                        |       |             |                                                                                 |
| 16 juli Centraal-Azië Cup № 3 «onderlinge duels» | Kazachstan             | 1 – 0 | Oezbekistan | Centraalstadion, Almaty Toeschouwers: 1.000 Scheidsrechter: Valery Urunov (TJK) |
| 16 juli Centraal-Azië Cup № 3 «onderlinge duels» | Ruslan Duzmambetov 25' |       |             | Centraalstadion, Almaty Toeschouwers: 1.000 Scheidsrechter: Valery Urunov (TJK) |

|                                                       |                      |       |                     |                                                                                             |
| 14 september Centraal-Azië Cup № 4 «onderlinge duels» | Turkmenistan         | 1 – 1 | Kazachstan          | Köpetdagstadion, Asjchabad Toeschouwers: 5.000 Scheidsrechter: Binaretdin Sultanbayev (KGZ) |
| 14 september Centraal-Azië Cup № 4 «onderlinge duels» | Vitaly Zolotukhin 4' |       | 57' Askar Abildayev | Köpetdagstadion, Asjchabad Toeschouwers: 5.000 Scheidsrechter: Binaretdin Sultanbayev (KGZ) |

|                                                       |                       |       |                      |                                                                                     |
| 26 september Centraal-Azië Cup № 5 «onderlinge duels» | Kirgizië              | 1 – 1 | Kazachstan           | Spartakstadion, Bisjkek Toeschouwers: 2.000 Scheidsrechter: Aleksandr Blinkov (UZB) |
| 26 september Centraal-Azië Cup № 5 «onderlinge duels» | Sergej Bondarenko 75' |       | 60' Kayrat Aubakirov | Spartakstadion, Bisjkek Toeschouwers: 2.000 Scheidsrechter: Aleksandr Blinkov (UZB) |

|                                                     |                        |       |                        |                                                                                                   |
| 14 oktober Centraal-Azië Cup № 6 «onderlinge duels» | Oezbekistan            | 1 – 1 | Kazachstan             | Pachtakor Centraalstadion, Tasjkent Toeschouwers: 4.000 Scheidsrechter: Abdulgani Radzhabov (KGZ) |
| 14 oktober Centraal-Azië Cup № 6 «onderlinge duels» | Azamat Abdoeraimov 27' |       | 16' Ruslan Duzmambetov | Pachtakor Centraalstadion, Tasjkent Toeschouwers: 4.000 Scheidsrechter: Abdulgani Radzhabov (KGZ) |

|                                                     |                                             |       |          |                                                                                                   |
| 25 oktober Centraal-Azië Cup № 7 «onderlinge duels» | Kazachstan                                  | 2 – 0 | Kirgizië | Gani Muratbayevastadion, Qızılorda Toeschouwers: 2.000 Scheidsrechter: Konstantin Partsalis (TKM) |
| 25 oktober Centraal-Azië Cup № 7 «onderlinge duels» | Nikolay Kurgansky 34' Nikolay Kurgansky 35' |       |          | Gani Muratbayevastadion, Qızılorda Toeschouwers: 2.000 Scheidsrechter: Konstantin Partsalis (TKM) |

### 1993
Geen interlands gespeeld

### 1994
|                                                          |                      |       |              |                                                                                      |
| 11 april Oezbeeks Voetbaltoernooi № 8 «onderlinge duels» | Kazachstan           | 1 – 0 | Tadzjikistan | MHSK-stadion, Tasjkent Toeschouwers: 9.000 Scheidsrechter: Sardar Nadzhafaliev (UZB) |
| 11 april Oezbeeks Voetbaltoernooi № 8 «onderlinge duels» | Oleg Kapustnikov 47' |       |              | MHSK-stadion, Tasjkent Toeschouwers: 9.000 Scheidsrechter: Sardar Nadzhafaliev (UZB) |

|                                                          |                               |       |            |                                                                                                |
| 13 april Oezbeeks Voetbaltoernooi № 9 «onderlinge duels» | Oezbekistan                   | 1 – 0 | Kazachstan | Pachtakor Centraalstadion, Tasjkent Toeschouwers: 45.000 Scheidsrechter: Abduraim Babaev (TJK) |
| 13 april Oezbeeks Voetbaltoernooi № 9 «onderlinge duels» | Aleksandr Tikhonov 77' (pen.) |       |            | Pachtakor Centraalstadion, Tasjkent Toeschouwers: 45.000 Scheidsrechter: Abduraim Babaev (TJK) |

|                                                           |              |       |            |                                                                                              |
| 15 april Oezbeeks Voetbaltoernooi № 10 «onderlinge duels» | Turkmenistan | 0 – 0 | Kazachstan | Pachtakor Centraalstadion, Tasjkent Toeschouwers: 10.000 Scheidsrechter: Z. Abdullayev (UZB) |
| 15 april Oezbeeks Voetbaltoernooi № 10 «onderlinge duels» |              |       |            | Pachtakor Centraalstadion, Tasjkent Toeschouwers: 10.000 Scheidsrechter: Z. Abdullayev (UZB) |

|                                                           |            |       |          |                                                                                  |
| 17 april Oezbeeks Voetbaltoernooi № 11 «onderlinge duels» | Kazachstan | 0 – 0 | Kirgizië | MHSK-stadion, Tasjkent Toeschouwers: 2.900 Scheidsrechter: Babur Khaydarov (UZB) |
| 17 april Oezbeeks Voetbaltoernooi № 11 «onderlinge duels» |            |       |          | MHSK-stadion, Tasjkent Toeschouwers: 2.900 Scheidsrechter: Babur Khaydarov (UZB) |

### 1995
|                                                       |         |       |            |                                                                                             |
| 27 december Vriendschappelijk № 12 «onderlinge duels» | Koeweit | 0 – 0 | Kazachstan | Mohammed Al-Hamadstadion, Hawalli Toeschouwers: 1.000 Scheidsrechter: Rahdi Al Haddad (KUW) |
| 27 december Vriendschappelijk № 12 «onderlinge duels» |         |       |            | Mohammed Al-Hamadstadion, Hawalli Toeschouwers: 1.000 Scheidsrechter: Rahdi Al Haddad (KUW) |

|                                                       |                                        |       |            | |
| 29 december Vriendschappelijk № 13 «onderlinge duels» | Saoedi-Arabië                          | 3 – 0 | Kazachstan | Prins Abdullah al-Faisalstadion, Riyadh Toeschouwers: 8.500 Scheidsrechter: Hasan Al Beheiry (KSA) |
| 29 december Vriendschappelijk № 13 «onderlinge duels» | Youssef Al-Thuniyan Ahmed Jamel Madani |       |            | Prins Abdullah al-Faisalstadion, Riyadh Toeschouwers: 8.500 Scheidsrechter: Hasan Al Beheiry (KSA) |

### 1996
|                                                     |                                           |       |                      |                                                                               |
| 3 januari Vriendschappelijk № 14 «onderlinge duels» | Libanon                                   | 2 – 1 | Kazachstan           | Beiroetstadion, Beiroet Toeschouwers: 5.000 Scheidsrechter: Ammar Ammar (LIB) |
| 3 januari Vriendschappelijk № 14 «onderlinge duels» | Hassan Ayoub 31' (pen.) Fadi Allouche 34' |       | 12' Ruslan Imankulov | Beiroetstadion, Beiroet Toeschouwers: 5.000 Scheidsrechter: Ammar Ammar (LIB) |

|                                                            |                     |       |       |                                                                                    |
| 14 juni Azië Cup 1996 kwalificatie № 15 «onderlinge duels» | Kazachstan          | 1 – 0 | Qatar | Centraalstadion, Almaty Toeschouwers: 6.000 Scheidsrechter: Pirom Un-Prasert (THA) |
| 14 juni Azië Cup 1996 kwalificatie № 15 «onderlinge duels» | Maksim Nizovtsev 7' |       |       | Centraalstadion, Almaty Toeschouwers: 6.000 Scheidsrechter: Pirom Un-Prasert (THA) |

|                                                            |                                         |       |            |                                                                                        |
| 21 juni Azië Cup 1996 kwalificatie № 16 «onderlinge duels» | Syrië                                   | 2 – 0 | Kazachstan | Abbasiyyinstadion, Damascus Toeschouwers: 20.000 Scheidsrechter: Fahed Al-Damisi (JOR) |
| 21 juni Azië Cup 1996 kwalificatie № 16 «onderlinge duels» | Louay Taleb 21' Mohannad Sheikh-Dib 34' |       |            | Abbasiyyinstadion, Damascus Toeschouwers: 20.000 Scheidsrechter: Fahed Al-Damisi (JOR) |

|                                                                     |                                                                        |       |            |                                                                                                  |
| 5 juli Azië Cup 1996 kwalificatie № 17 «onderlinge duels» 19:00 uur | Qatar                                                                  | 3 – 0 | Kazachstan | Khalifa Internationaal Stadion, Doha Toeschouwers: 12.000 Scheidsrechter: Omer Al-Mehannah (KSA) |
| 5 juli Azië Cup 1996 kwalificatie № 17 «onderlinge duels» 19:00 uur | Abdulnasser Al-Obaidly 5' Mahmoud Soufi 21' Mohamed Salem Al-Enazi 43' |       |            | Khalifa Internationaal Stadion, Doha Toeschouwers: 12.000 Scheidsrechter: Omer Al-Mehannah (KSA) |

|                                                            |            |                   |       |                                                                                    |
| 12 juli Azië Cup 1996 kwalificatie № 18 «onderlinge duels» | Kazachstan | 0 – 1             | Syrië | Centraalstadion, Almaty Toeschouwers: 5.000 Scheidsrechter: Nik Ahmad Yaakub (MAS) |
| 12 juli Azië Cup 1996 kwalificatie № 18 «onderlinge duels» |            | 9' Nihad Al-Bushi |       | Centraalstadion, Almaty Toeschouwers: 5.000 Scheidsrechter: Nik Ahmad Yaakub (MAS) |

### 1997
|                                                               |                                                                      |       |          |                                                                                      |
| 11 mei WK 1998 kwalificatie № 19 «onderlinge duels» 19:00 uur | Kazachstan                                                           | 3 – 0 | Pakistan | Centraalstadion, Almaty Toeschouwers: 12.000 Scheidsrechter: Allabergen Sapaev (TKM) |
| 11 mei WK 1998 kwalificatie № 19 «onderlinge duels» 19:00 uur | Boulat Esmagambetov 2' Valeri Yablochkin 49' Boulat Esmagambetov 62' |       |          | Centraalstadion, Almaty Toeschouwers: 12.000 Scheidsrechter: Allabergen Sapaev (TKM) |

|                                                     |                      |       |                                         |                                                                               |
| 6 juni WK 1998 kwalificatie № 20 «onderlinge duels» | Irak                 | 1 – 2 | Kazachstan                              | Al-shaabstadion, Bagdad Toeschouwers: 20.000 Scheidsrechter: Jihong Wei (CHN) |
| 6 juni WK 1998 kwalificatie № 20 «onderlinge duels» | Sadiq Abdul Ridha 2' |       | 41' Alexei Klishin 48' Vladimir Loginov | Al-shaabstadion, Bagdad Toeschouwers: 20.000 Scheidsrechter: Jihong Wei (CHN) |

|                                                      |          | |            |                                                                                  |
| 11 juni WK 1998 kwalificatie № 21 «onderlinge duels» | Pakistan | 0 – 7 | Kazachstan | Railwaystadion, Lahore Toeschouwers: 3.500 Scheidsrechter: Abbas Al Dashti (KUW) |
| 11 juni WK 1998 kwalificatie № 21 «onderlinge duels» |          | 28' Boulat Esmagambetov 32' Alexei Klishin 36' Vladimir Loginov 53' Nourken Mazbaev 64' Viktor Zoebarev 68' Viktor Zoebarev 72' Viktor Zoebarev |            | Railwaystadion, Lahore Toeschouwers: 3.500 Scheidsrechter: Abbas Al Dashti (KUW) |

|                                                      |                                                            |       |                       |                                                                                      |
| 29 juni WK 1998 kwalificatie № 22 «onderlinge duels» | Kazachstan                                                 | 3 – 1 | Irak                  | Centraalstadion, Almaty Toeschouwers: 12.000 Scheidsrechter: Russamee Jindamai (THA) |
| 29 juni WK 1998 kwalificatie № 22 «onderlinge duels» | Nourken Mazbaev 4' Vladimir Loginov 36' Alexei Klishin 60' |       | 56' Sadiq Abdul Ridha | Centraalstadion, Almaty Toeschouwers: 12.000 Scheidsrechter: Russamee Jindamai (THA) |

|                                                       |                                        |       |            |                                                                          |
| 2 september Vriendschappelijk № 23 «onderlinge duels» | China                                  | 3 – 0 | Kazachstan | Dalianstadion, Dalian Toeschouwers: 14.000 Scheidsrechter: Wei Lee (CHN) |
| 2 september Vriendschappelijk № 23 «onderlinge duels» | Zhiyi Fan 17' Jinyu Li 22' Bing Li 40' |       |            | Dalianstadion, Dalian Toeschouwers: 14.000 Scheidsrechter: Wei Lee (CHN) |

|                                                                            |                                                    |       |            |                                                                                                  |
| 6 september WK 1998 kwalificatie № 24 «onderlinge duels» 19:00 uur (UTC+9) | Zuid-Korea                                         | 3 – 0 | Kazachstan | Chamshil Olympisch Stadion, Seoel Toeschouwers: 40.000 Scheidsrechter: Santhan Nagalingham (SIN) |
| 6 september WK 1998 kwalificatie № 24 «onderlinge duels» 19:00 uur (UTC+9) | Choi Yong-su 25' Choi Yong-su 68' Choi Yong-su 75' |       |            | Chamshil Olympisch Stadion, Seoel Toeschouwers: 40.000 Scheidsrechter: Santhan Nagalingham (SIN) |

|                                                           |                                                                                                 |       |            |                                                                                           |
| 12 september WK 1998 kwalificatie № 25 «onderlinge duels» | V.A.E.                                                                                          | 4 – 0 | Kazachstan | Sjeik Zayidstadion, Abu Dhabi Toeschouwers: 15.000 Scheidsrechter: Pirom Un-Prasert (THA) |
| 12 september WK 1998 kwalificatie № 25 «onderlinge duels» | Ali Hassan Ghulam 20' Hilal Mohamed Obaid 48' Bakheet Zuhair Saeed 75' Khamees Saad Mubarak 85' |       |            | Sjeik Zayidstadion, Abu Dhabi Toeschouwers: 15.000 Scheidsrechter: Pirom Un-Prasert (THA) |

|                                                                     |                     |       |                    |                                                                                     |
| 20 september WK 1998 kwalificatie № 26 «onderlinge duels» 17:00 uur | Kazachstan          | 1 – 1 | Oezbekistan        | Centraalstadion, Almaty Toeschouwers: 12.000 Scheidsrechter: Ahmad Nabil Ayad (LBA) |
| 20 september WK 1998 kwalificatie № 26 «onderlinge duels» 17:00 uur | Roeslan Baltiev 84' |       | 85' Oleg Shatskikh | Centraalstadion, Almaty Toeschouwers: 12.000 Scheidsrechter: Ahmad Nabil Ayad (LBA) |

|                                                                          |                       |       |                  |                                                                                   |
| 4 oktober WK 1998 kwalificatie № 27 «onderlinge duels» 16:00 uur (UTC+7) | Kazachstan            | 1 – 1 | Japan            | Centraalstadion, Almaty Toeschouwers: 12.000 Scheidsrechter: Tajaddin Fares (SYR) |
| 4 oktober WK 1998 kwalificatie № 27 «onderlinge duels» 16:00 uur (UTC+7) | Viktor Zoebarev 90+2' |       | 23' Yutaka Akita | Centraalstadion, Almaty Toeschouwers: 12.000 Scheidsrechter: Tajaddin Fares (SYR) |

|                                                                           |                  |       |                 |                                                                                            |
| 11 oktober WK 1998 kwalificatie № 28 «onderlinge duels» 16:00 uur (UTC+7) | Kazachstan       | 1 – 1 | Zuid-Korea      | Centraalstadion, Almaty Toeschouwers: 15.000 Scheidsrechter: Sultan Mujalli Al-Aalaq (BHR) |
| 11 oktober WK 1998 kwalificatie № 28 «onderlinge duels» 16:00 uur (UTC+7) | Pavel Evteev 50' |       | 5' Choi Yong-su | Centraalstadion, Almaty Toeschouwers: 15.000 Scheidsrechter: Sultan Mujalli Al-Aalaq (BHR) |

|                                                         |                                                        |       |        |                                                                                          |
| 18 oktober WK 1998 kwalificatie № 29 «onderlinge duels» | Kazachstan                                             | 3 – 0 | V.A.E. | Centraalstadion, Almaty Toeschouwers: 12.000 Scheidsrechter: Nik Ahmad Haji Yaakub (MAS) |
| 18 oktober WK 1998 kwalificatie № 29 «onderlinge duels» | Vitali Sparyshev 55' Pavel Evteev 67' Dmitri Yuist 75' |       |        | Centraalstadion, Almaty Toeschouwers: 12.000 Scheidsrechter: Nik Ahmad Haji Yaakub (MAS) |

|                                                         |                                                                               |       |            | |
| 25 oktober WK 1998 kwalificatie № 30 «onderlinge duels» | Oezbekistan                                                                   | 4 – 0 | Kazachstan | Pachtakor Centraalstadion, Tasjkent Toeschouwers: 25.000 Scheidsrechter: Hassan Abdullah Al-Agmi (OMA) |
| 25 oktober WK 1998 kwalificatie № 30 «onderlinge duels» | Igor Shkvirin 19' Igor Shkvirin 33' Andrei Fedorov 44' Mirdjalal Kassymov 71' |       |            | Pachtakor Centraalstadion, Tasjkent Toeschouwers: 25.000 Scheidsrechter: Hassan Abdullah Al-Agmi (OMA) |

|                                                                           |                                                                                                |       |                  |                                                                                        |
| 8 november WK 1998 kwalificatie № 31 «onderlinge duels» 19:00 uur (UTC+9) | Japan                                                                                          | 5 – 1 | Kazachstan       | Olympisch Stadion, Tokio Toeschouwers: 56.032 Scheidsrechter: Mario van der Ende (NED) |
| 8 november WK 1998 kwalificatie № 31 «onderlinge duels» 19:00 uur (UTC+9) | Yutaka Akita 12' Hidetoshi Nakata 16' Masayuki Nakayama 44' Masami Ihara 67' Takuya Takagi 79' |       | 73' Pavel Evteev | Olympisch Stadion, Tokio Toeschouwers: 56.032 Scheidsrechter: Mario van der Ende (NED) |

### 1998
| Aziatische Spelen 1998 |
| ---------------------- |

|                                                                             |            |                                        |      |                                                                                          |
| 1 december Aziatische Spelen 1998 № 32 «onderlinge duels» 15:30 uur (UTC+7) | Kazachstan | 0 – 2                                  | Iran | Sri Nakhon Lamduanstadion, Sisaket Toeschouwers: 10.086 Scheidsrechter: Hani Bilal (QAT) |
| 1 december Aziatische Spelen 1998 № 32 «onderlinge duels» 15:30 uur (UTC+7) |            | 1' Vahid Hashemian 50' Vahid Hashemian |      | Sri Nakhon Lamduanstadion, Sisaket Toeschouwers: 10.086 Scheidsrechter: Hani Bilal (QAT) |

|                                                                             |      | |            |                                                                      |
| 3 december Aziatische Spelen 1998 № 33 «onderlinge duels» 15:30 uur (UTC+7) | Laos | 0 – 5                                                                                                | Kazachstan | Sri Nakhon Lamduanstadion, Sisaket Toeschouwers: — Scheidsrechter: — |
| 3 december Aziatische Spelen 1998 № 33 «onderlinge duels» 15:30 uur (UTC+7) |      | 14' Azamat Niyazymbetov 32' Guram Makaev 50' Viktor Zoebarev 68' Viktor Zoebarev 90' Viktor Zoebarev |            | Sri Nakhon Lamduanstadion, Sisaket Toeschouwers: — Scheidsrechter: — |

|                                                                             |                             |       |                     |                                                                    |
| 8 december Aziatische Spelen 1998 № 34 «onderlinge duels» 17:00 uur (UTC+7) | Thailand                    | 1 – 1 | Kazachstan          | Rajamangalastadion, Bangkok Toeschouwers: 60.000 Scheidsrechter: — |
| 8 december Aziatische Spelen 1998 № 34 «onderlinge duels» 17:00 uur (UTC+7) | Dusit Chalermsan 50' (pen.) |       | 66' Viktor Zoebarev | Rajamangalastadion, Bangkok Toeschouwers: 60.000 Scheidsrechter: — |

|                                                                              |                                          |       |       |                                                                    |
| 10 december Aziatische Spelen 1998 № 35 «onderlinge duels» 15:00 uur (UTC+7) | Kazachstan                               | 2 – 0 | Qatar | Rajamangalastadion, Bangkok Toeschouwers: 40.000 Scheidsrechter: — |
| 10 december Aziatische Spelen 1998 № 35 «onderlinge duels» 15:00 uur (UTC+7) | Viktor Zoebarev 13' Nurmat Mirzabaev 90' |       |       | Rajamangalastadion, Bangkok Toeschouwers: 40.000 Scheidsrechter: — |

|                                                                              |                                                       |       |            |                                                                    |
| 12 december Aziatische Spelen 1998 № 36 «onderlinge duels» 15:00 uur (UTC+7) | Libanon                                               | 3 – 0 | Kazachstan | Rajamangalastadion, Bangkok Toeschouwers: 60.000 Scheidsrechter: — |
| 12 december Aziatische Spelen 1998 № 36 «onderlinge duels» 15:00 uur (UTC+7) | Zaher Andari 13' Zaher Andari 50' Nabil El Jourdi 77' |       |            | Rajamangalastadion, Bangkok Toeschouwers: 60.000 Scheidsrechter: — |

|  |  |  |  |  |  |  |  |  |

### 1999
Geen interlands gespeeld
KFF · A-internationals · Bondscoaches · Statistieken · Kazachs vrouwenelftal · Olympisch elftal · Kazachstan U21 · Kazachstan U20 · Kazachstan U19 · Kazachstan U18 · Kazachstan U17
1992 – 1999 · 2000 – 2009 · 2010 – 2019 · 2020 – 2029
1992 · 1993 · 1994 · 1995 · 1996 · 1997 · 1998 · 1999 · 2000 · 2001 · 2002 · 2003 · 2004 · 2005 · 2006 · 2007 · 2008 · 2009 · 2010 · 2011 · 2012 · 2013 · 2014 · 2015 · 2016 · 2017 · 2018 · 2019 · 2020 · 2021 · 2022 · 2023 ·
2024 · 2025
Albanië ·
Andorra ·
Armenië ·
Azerbeidzjan ·
Bahrein ·
België ·
Bosnië en Herzegovina ·
Bulgarije ·
Burkina Faso ·
China ·
Curaçao ·
Cyprus ·
Denemarken ·
Duitsland ·
Engeland ·
Estland ·
Faeröer ·
Finland ·
Frankrijk ·
Georgië ·
Griekenland ·
Hongarije · 
Ierland ·
IJsland ·
Irak ·
Iran ·
Japan ·
Jordanië ·
Kirgizië ·
Koeweit ·
Kroatië ·
Laos ·
Letland ·
Libanon ·
Libië ·
Liechtenstein ·
Litouwen ·
Litouwen ·
Luxemburg ·
Malta ·
Moldavië ·
Montenegro ·
Nederland ·
Nepal ·
Noord-Ierland ·
Noord-Korea ·
Noord-Macedonië ·
Noorwegen ·
Oekraïne ·
Oezbekistan ·
Oman ·
Oostenrijk ·
Pakistan ·
Palestina ·
Polen ·
Portugal ·
Qatar ·
Roemenië ·  
Rusland ·
San Marino ·
Saoedi-Arabië ·
Schotland ·
Servië ·
Singapore ·
Slovenië ·
Slowakije ·
Syrië ·
Tadzjikistan ·
Thailand ·
Tsjechië ·
Turkmenistan ·
Turkije ·
Verenigde Arabische Emiraten ·
Vietnam ·
Wales ·
Wit-Rusland ·
Zuid-Korea ·
Zweden
CONMEBOL: Bolivia · Chili  · Colombia · Ecuador · Uruguay · Venezuela

UEFA: Albanië · Andorra · Armenië · Azerbeidzjan · België · Bosnië en Herzegovina · Bulgarije · Cyprus · Denemarken · (West-)Duitsland · Duitse Democratische Republiek · Engeland · Estland · Faeröer · Finland · Frankrijk · Georgië · Griekenland · Hongarije · IJsland · Ierland · Israël · Italië · Joegoslavië · Kroatië · Letland · Liechtenstein · Litouwen · Luxemburg · Malta · Moldavië · Nederland · Noord-Ierland · Noord-Macedonië · Noorwegen · Oekraïne · Oostenrijk · Polen · Portugal · Roemenië · Rusland · San Marino · Schotland · Slovenië · Slowakije · Sovjet-Unie/GOS ·  Spanje · Tsjechië · Tsjecho-Slowakije · Turkije · Wales · Wit-Rusland · Zweden · Zwitserland

AFC: Kazachstan

CAF: Madagaskar

CONCACAF: Belize · Canada